# بيث ويب
بيث ويب (بالإنجليزية: Beth Webb)‏ هي كاتبة للأطفال وكاتِبة بريطانية، ولدت في 1952.